# Иссыкский курган
Курган Иссык (каз. Есік обасы) — часть комплекса могильника, расположенного на левом берегу горной реки Иссык, рядом с городом Есик (современный Енбекшиказахский район), в 50 километрах восточнее Алматы. Могильник датирован V—IV вв. до н. э. и относится к сакской культуре.

## Описание
На сегодняшний день Иссыкские курганы являются ярким примером того, как распространилось искусство звериного стиля и откуда произошло. В палеометаллическую эпоху уже были известны предметы и вещи, выполненные в зверином стиле не только на территории центральной   Азии, но и всей Евразии.
В особенности, андроновским племенам Сибири и Казахстана были хорошо известны образы на кости, в технике плавления и литья меди и бронзы. Такой техникой выполнены, к примеру, две большие бронзовые серьги из кургана Мыншункур, покрытые листовым золотом, на внутреннем ободе одной из которых припаяны две литые золотые фигурки лошадей.
Курган Иссык располагается в западной половине могильника. Его диаметр 60 метров, высота — 6 метров. Внутри кургана находятся две погребальные камеры: центральная и боковая. Центральная неоднократно подвергалась разграблению. Боковая могила оказалась непотревоженной, захоронение и погребённый инвентарь сохранились полностью. Погребальная камера была сооружена из обработанных еловых брёвен.
Могильник состоит из 45 больших царских курганов диаметром от 30 до 90 и высотой от 4 до 15 метров. Общая площадь некрополя — 3 км².

## Исследование
В 1969 году группой казахстанских учёных под руководством Кемаля Акишевича Акишева в кургане Иссык был обнаружен «Золотой человек» (каз. Алтын Адам). Захоронения были обнаружены после сноса насыпи, на глубине 1,2 метра от уровня древнего горизонта.
В северной половине были обнаружены останки погребённого в золочёной парадной форме. В погребальной камере было найдено свыше 4 тысяч золотых предметов, железные меч и кинжал, бронзовое зеркало, глиняные, металлические и деревянные сосуды. На одной из серебряных чаш обнаружена надпись из 26 знаков, известная под названием Иссыкский письменный памятник.
Были произведены раскопки и в других курганах. В одном из них, диаметром 58 м и высотой 4,5 м, обнаружены золотые нашивки, серебряная серьга, глиняная посуда и бронзовая чаша для культовых обрядов, в которой жгли ароматические вещества. Этот курган также оказался частично разграбленным.
В общем счёте, в ходе раскопок исследованы 6 курганов, 3 из которых подвергались разграблению.